# Церква Різдва Богородиці (Лисков)
Церква Різдва Богородиці (біл. Царква́ Нараджэ́ньня Бо́жай Ма́ці) — дерев'яна церква у Лискові Брестської єпархії, збудована в 1933 році. Пам'ятка народної архітектури закопанського стилю.

## Історія
У 1859 році згадується лисківська православна церква, збудована в 1725 році. У 1892–1893 роках вона буда розібрана через застарілість та відсутність коштів для ремонту, а церковне обладнання було перенесено у римо-католицький костел, який у 1880 році вигорів після удару блискавки. Цей костел був відновлений у 80-х роках, але вже як православна церква. 11 грудня 1886 року вона була освячена іменем народження Найсвятішої Богородиці.
Під час Першої світової війни німецькі війська використовували церкву спершу як шпиталь, а потім — як склад зерна. У 1921 році, під польським пануванням, церква була розібрана. До 1933 року богослужіння проводилися в каплиці на кладовищі.
У 1925 році в Лисків був призначений новий православний священник Петро Радкевич, який добився від влади дозволу на будівництво нової церкви на старому місці. Будівництво відбувалося в 1930–1933 роках православними мешканцями за проектом Станіслава Петровського з Білостоку. Будівництво коштувало 40 тисяч злотих, стиль характеризується як «закопанський» чи «бещадський».
8 жовтня 1933 року церква була освячена архієпископом Городенським і Новоградським Олексієм (Громадським). На церемонії були присутні заступник волоського старости, власник маєтку Адамкове Биховець, місцеві громадські діячі. Іконостас був взятий зі старого кам'яного храму, розібраного у 1921 році за поляків.

## Архітектура
Церква в Лискові — пам'ятка дерев'яної архітектури, побудована під впливом храмової архітектури Закарпаття і стилю модерн.
Добжини будівлі — 21 метр, ширина 12 м, висота — 22 м. Церква побудована зі соснового брусу.
Композиція хрестово-купольна. На заході від основного кубоподібного об'єму до будівлі примикає трьох'ярусна дзвіниця, на сході — прямокутна апсида з боковими ризницями. Основний зруб накритий чотирьохскатним дахом, на якому встановлений восьмигранний світловий барабан з куполом-цибулиною, що закінчується ліхтарем з маківкою.
Пірамідальна червірна дзвіниця також закінчується куполом-цибулиною. Основні вирізи ромбоподібні в барабані та стрілоподібні в основному об'ємі.